# Brynica Mokra
Brynica Mokra – wieś sołecka w Polsce położona w województwie świętokrzyskim, w powiecie jędrzejowskim, w gminie Nagłowice.
W latach 1975–1998 miejscowość administracyjnie należała do województwa kieleckiego.